# Leemanuel Lamboy
Leemanuel Lamboy Pérez (20 gennaio 1999) è un pallavolista portoricano, centrale dei Cafeteros de Yauco.

## Carriera

### Club
La carriera da professionista di Leemanuel Lamboy inizia nel corso della Liga de Voleibol Superior Masculino 2021, quando viene ingaggiato dai Cafeteros de Yauco, dove, dopo un'annata di inattività, ritorna nella stagione 2023.

### Nazionale
Fa parte della nazionale portoricana Under-21 che conquista il bronzo alla Coppa panamericana 2019.
Debutta in nazionale maggiore in occasione del campionato nordamericano 2023.

## Palmarès

### Nazionale (competizioni minori)
- Coppa panamericana under 21 2019